# Aleurodicus niveus
Aleurodicus niveus là một loài côn trùng cánh nửa trong họ Aleyrodidae, phân họ Aleurodicinae.
Aleurodicus niveus được Martin miêu tả khoa học đầu tiên năm 2004.